# Khalduniya
La madrassa Khaldunia (àrab: المدرسة الخلدونية, al-Madrasa al-Ḫaldūniyya) o, simplement, la Khaldunia fou una associació cultural de Tunísia, fundada a Tunis el 22 de desembre de 1896. Duia el nom del seu inspirador intel·lectual, Ibn Khaldun. Va obrir portes el 15 de maig de 1897. El seu objectiu era introduir a l'ensenyament una orientació moderna.
Laica, lliure i pública, constitueix, pel fet de ser la primera associació tunisiana en què els membres i el president eren elegits, el primer exemple d'organització democràtica en aquest país nord-africà. Publicà també una revista, en francès i àrab, destinada a facilitar els intercanvis franco-tunisians.

## Història
Va ser fundada pels Joves Tunisians, una associació política dirigida per Béchir Sfar, amb l'objectiu de difondre els coneixements científics i pràctics en els cercles culturals àrabs i sobretot entre els estudiants de la mesquita Zituna, els ensenyaments de la qual consideraven arcaics, escolàstics i exclusivament religiosos. La institució, instal·lada prop de la Zituna, comptava amb el suport del resident general de França a Tunísia, René Millet, que s'encarregà de redactar els seus estatuts. Aquests exclouïen les discussions polítiques i religioses, però fomentaven la reflexió i el pensament crític.
El 1904, en el marc d'un congrés de geografia celebrat a Tunis, Béchir Sfar va declarar, en relació amb la Khaldunia: «Aquesta societat contribueix, dins les seves possibilitats, a difondre entre els musulmans el gust per la ciència, a desenvolupar la seva intel·ligència i, a través de la geografia, a donar-los a conèixer la importància de cada nació, a destruir finalment els prejudicis i a obrir-se a ells, en el camp pràctic i comercial, horitzons que els eren totalment desconeguts. Aquesta és, creiem, una obra digna de ser encoratjada. El seu objectiu és l'elevació moral i intel·lectual dels musulmans, i tenim la ferma esperança d'assolir aquest objectiu gradualment.»

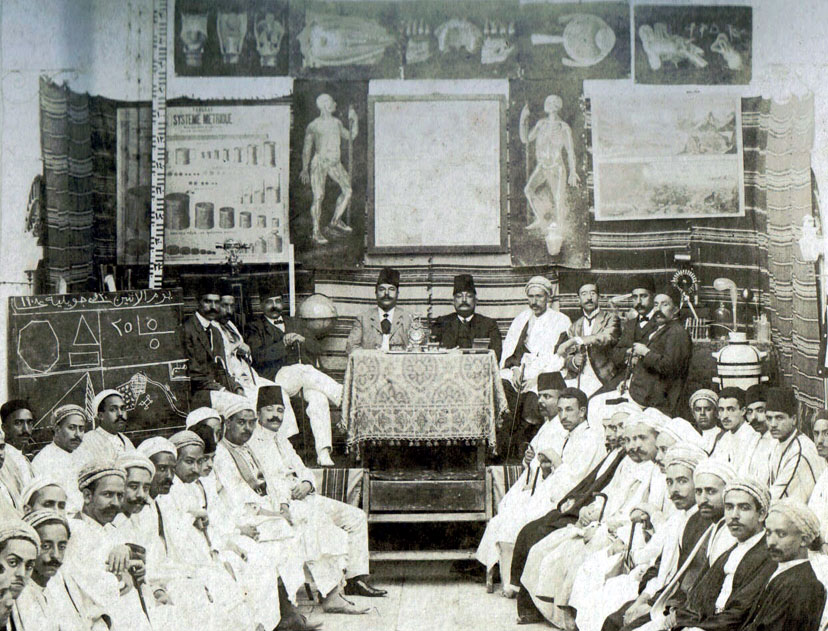
Classe a la Khaldunia el 1908.

Des de la seva obertura, s'hi van impartir cursos de geografia, dret, matemàtiques i higiene, així com cursos elementals de francès i d'àrab escrit. Fins a 1906, data de la fundació de l'Associació d'antics alumnes del col·legi Sadiki, se succeeixen cursos i conferències de literatura, història, matemàtiques, física i ciències naturals. Els fons de la biblioteca provenen de donacions, de contribucions i d'obres dels Joves Tunisians.
Al llarg de la seva història, la Khaldunia va acollir moltes personalitats del món àrab, especialment reformistes i nacionalistes compromesos amb la causa tunisiana, com l'il·lustre Muhàmmad Abduh. Convidat a donar un curs el 20 de setembre de 1903, centrat en l'ensenyament de la teologia, Abduh l'aprofita per atacar la fe passiva i el conservadorisme. Analitzant la fe com «el motor de l'acció i la llum que il·lumina el camí cap a la Veritat», Abduh afirma que la ciència és el mitjà per arribar-hi amb l'esforç de la reflexió (ijtihad) i l'ús de l'escriptura.
Abdeljelil Zaouche, que va presidir la institució entre 1910 i 1919, va dur a terme nombroses reformes i va negociar ajuts públics mitjançant subvencions. Va intervenir a la Conferència Consultiva de Tunísia, cercant d'incloure en el pressupost de 1911 un augment del crèdit que es destinaria a beques i mirant d'assegurar que els estudiants tinguessin les condicions necessàries per poder allotjar-se i estar-se a la capital.

## Ús actual
Actualment l'edifici de la Khaldunia acull una biblioteca bilingüe, amb diversos milers de volums i un centenar de manuscrits, annexa a la Biblioteca Nacional de Tunísia.

## Imatges

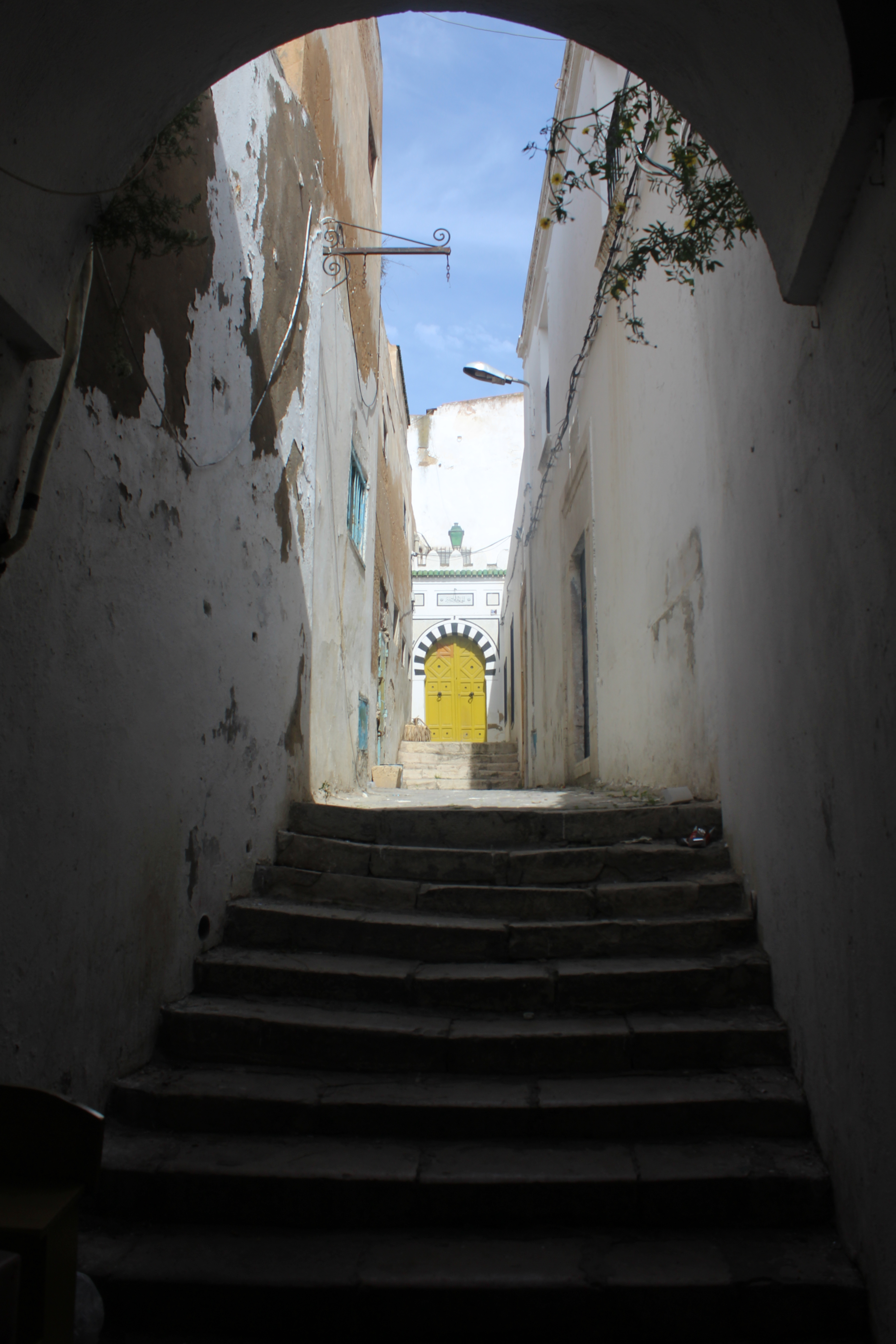
Carreró de la Khaldunia.
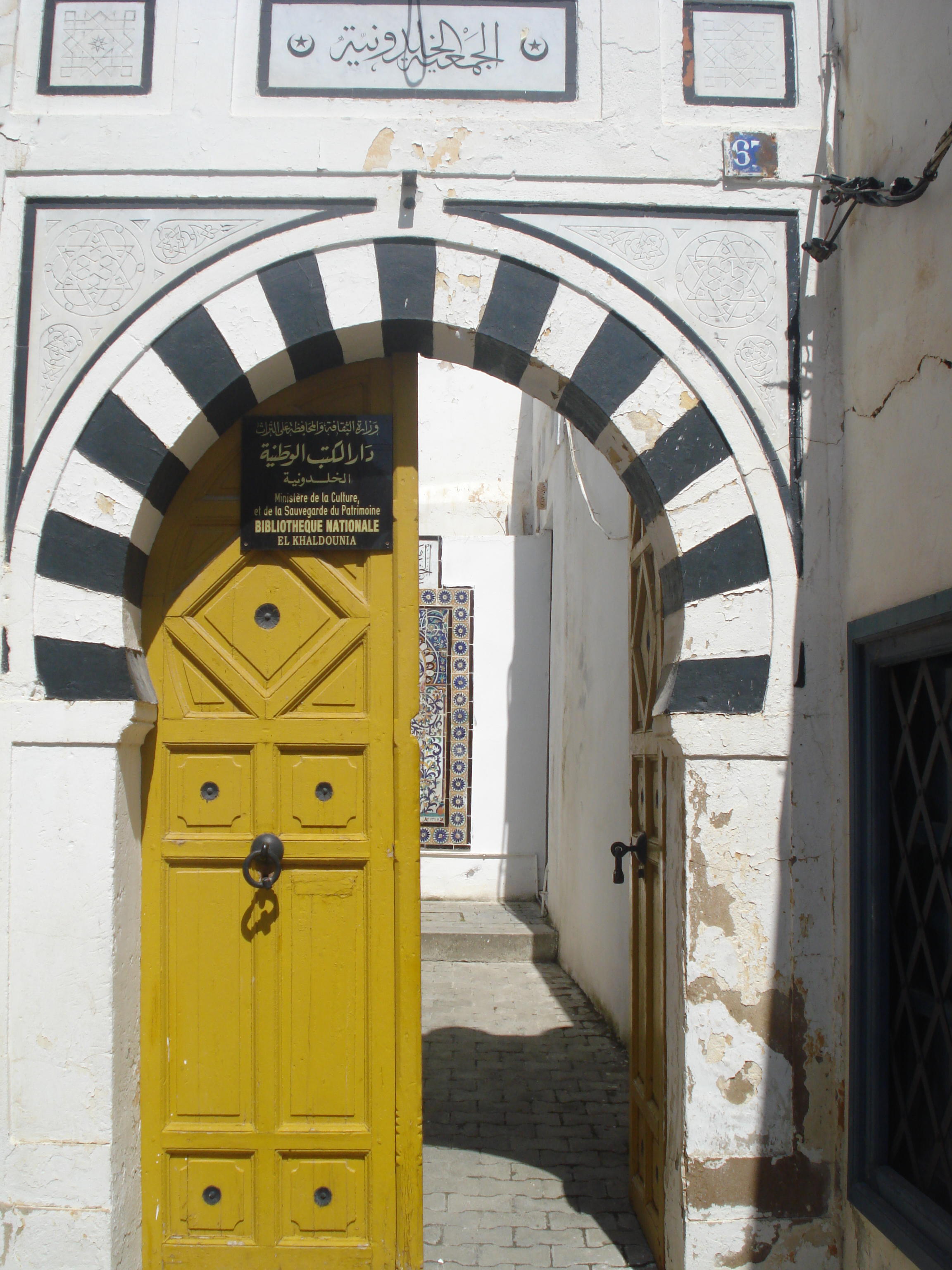
Entrada a la biblioteca.
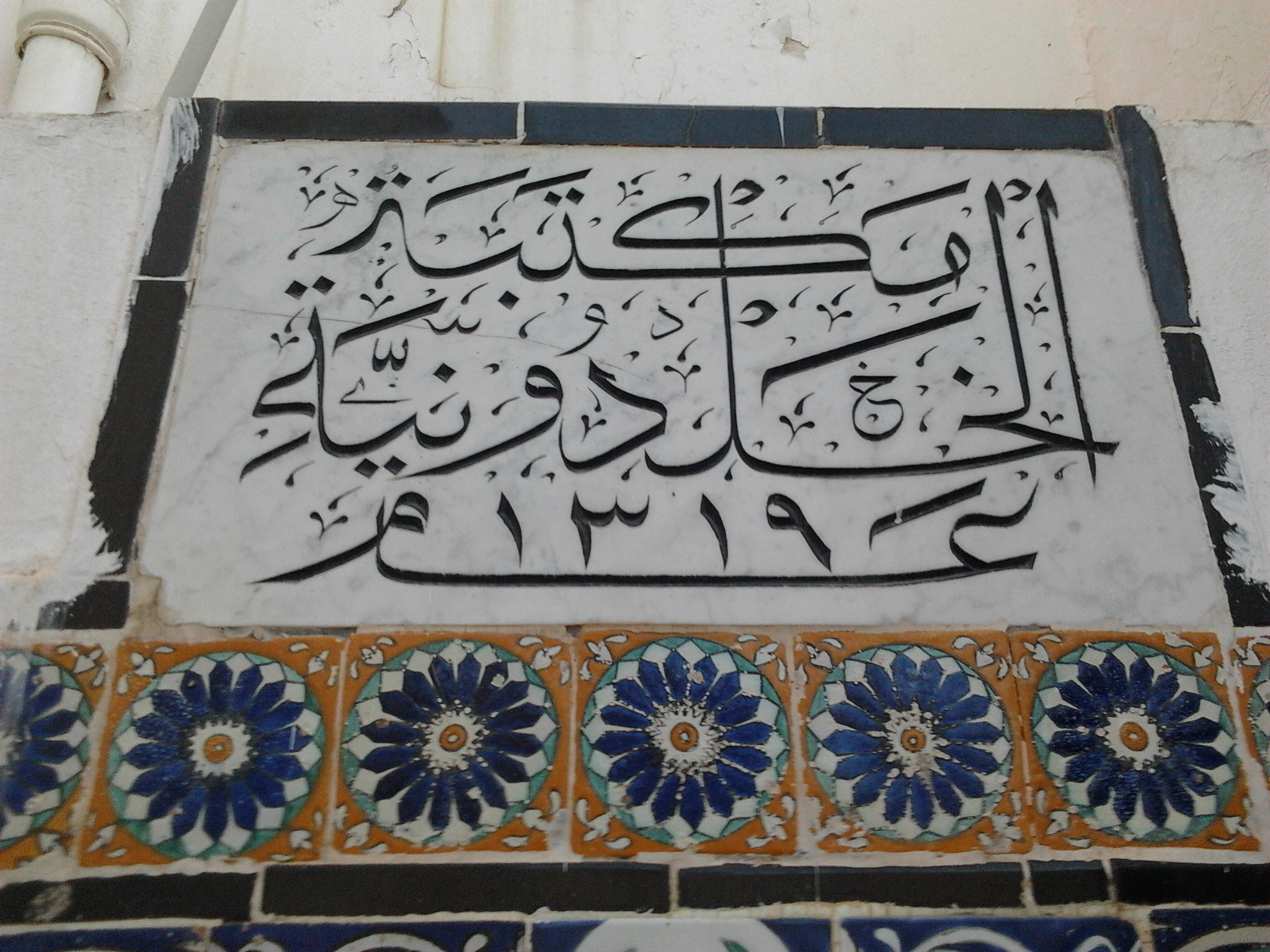
Placa de marbre a l'entrada de la biblioteca.
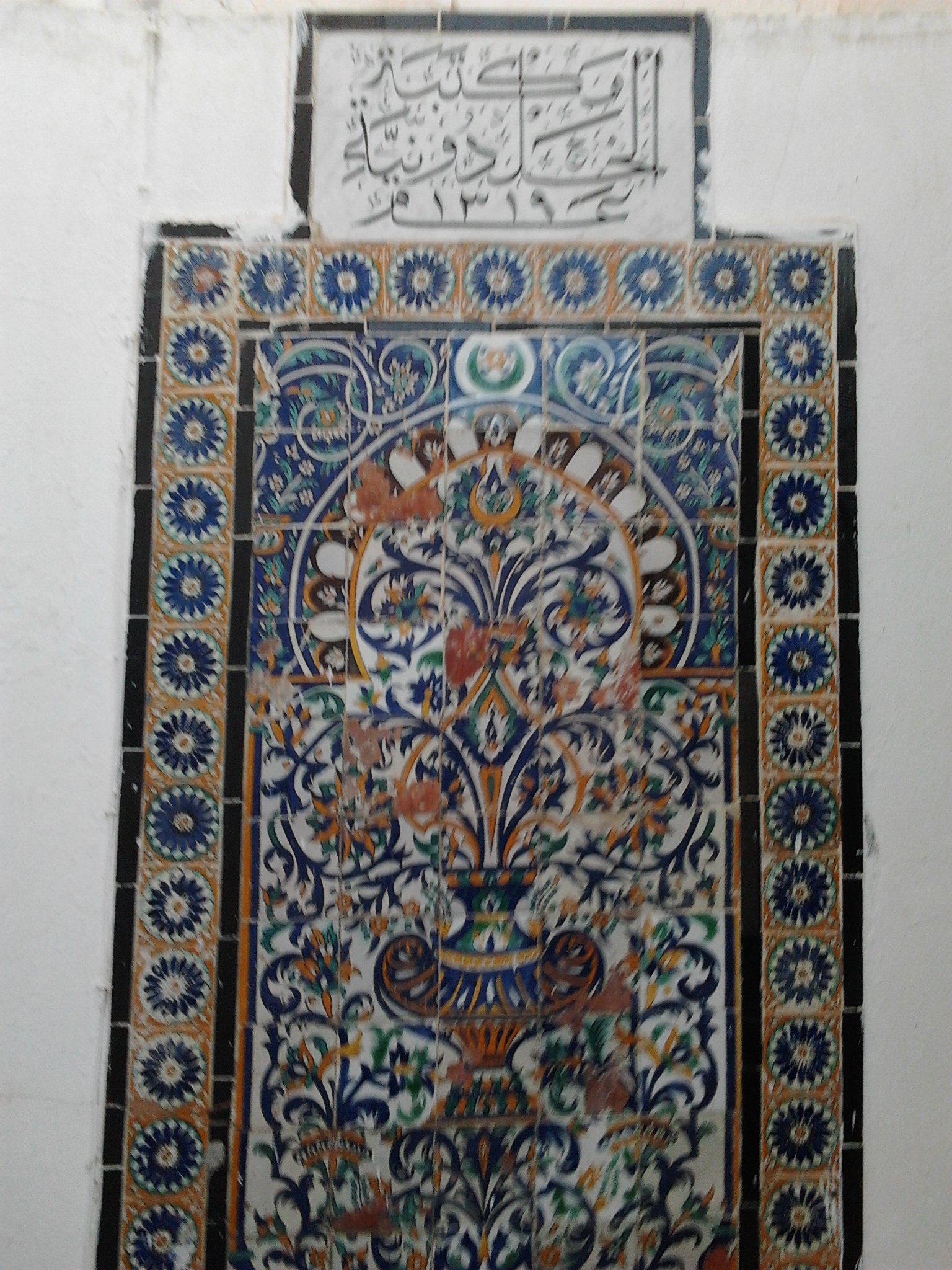
Rajoles decoratives a l'entrada de la biblioteca.